# Lachnopodus bidentatus
Lachnopodus bidentatus är en kräftdjursart som först beskrevs av Alphonse Milne-Edwards 1867.  Lachnopodus bidentatus ingår i släktet Lachnopodus och familjen Xanthidae. Inga underarter finns listade i Catalogue of Life.